# Георги Шейтанов (анархист)
Вижте пояснителната страница за други личности с името Георги Шейтанов.
Георги Василев Шейтанов (р. 14 февруари 1896 – п. 26 май 1925) е български анархист и публицист.

## Биография
Роден е на 14 февруари 1896 г. в Ямбол. До май 1913 г. учи в гимназията в родния си град.
Там се запознава с анархистическите идеи и участва в създадения от учениците литературен кръжец „ЛУЧ“.
През месец август 1913 г. заедно със свои другари прави опит да запали Ямболския окръжен съд, заради което е арестуван от полицията. Успява да избяга от ареста и минава в нелегалност. В края на 1913 г. напуска България и след като посещава Румъния, Цариград, Палестина и Египет пристига във Франция. Живее известно време в Париж, където поддържа връзки с руски революционери и френски интелектуалци. Пребивава известно време и в свободното училище на Себастиан Фор – „Кошерът“.
През 1914 г. се завръща в България и след няколко престрелки с полицията е арестуван отново и затворен първо в Пловдивския, а по-късно и в Централния софийски затвор, където през януари 1917 г. организира бунт. През юни същата година успява да избяга от затвора и в началото на 1918 г. заминава за Русия. Там сътрудничи на вестник „Всемирная революция“, където са публикувани статиите му „Към българите в Русия“, „Сега или никога“ и др.
Разочарован от развитието на революцията в руската страна през октомври 1918 г. се завръща в България и живее нелегално. Започва да обикаля различни градове и села в страната и да развива анархистическа дейност. Обикаля градовете Ямбол, Сливен, Хасково, Разград, Русе, Кюстендил, Пловдив, Горна Оряховица, Килифарево и др.
През лятото на 1920 г. издава заедно с Георги С. Попов няколко броя на нелегалния вестник „Бунт“, където са поместени статиите му „Някога и сега“, „Диктатурата и ние“, „Организация и тактика“ и др.
На 3 юни 1921 г. Шейтанов заедно със свои другари успяват след дръзко нападение да освободят от ръцете на полицията известния български анархист Петър Мазнев.
След преврата на 9 юни 1923 г. участва като четник в Килифарската чета и води няколко престрелки с полицията.
Като убеден защитник и един от инициаторите на Единния фронт между анархисти, комунисти, земеделци и безпартийни срещу правителството на Демократическия сговор на проф. Александър Цанков, той много често е критикуван и влиза в спорове с много свои другари, които са негови идеологически противници.
През лятото на 1924 г. отново за кратко време е участник в Килифаревската чета. На 25 февруари 1925 г. в София, участва в убийството на видния сговорист и поддръжник на македонското дело професор Никола Милев, с което си навлича присъда от страна на ВМРО.
След атентата в софийската катедрала „Света Неделя“, организиран от Военната организация на Комунистическата партия, и последвалите априлски събития Шейтанов заедно с други участници в Килифаревската чета се събират над Килифарево. След сражение с полицията и контрачети, верни на властта, четата се разделя на групи. Групата, в която се намира Шейтанов, си поставя за цел да достигне турската граница. В нея влизат още Мариола Сиракова, Желю Грозев, Петър Букурещлиев и Васил Калчев. На 19 май те отново се разделят. На 26 май 1925 г. Георги Шейтанов и Мариола Сиракова са арестувани край новозагорските села Коньово и Младово, откарани в Нова Загора, откъдето по-късно заедно с други задържани след априлските събития, под предлог, че ще бъдат заведени в София, за да бъдат съдени там, са закарани в околностите на гара Белово, където са екзекутирани.
Поддържа се и друга теза, че Шейтанов не е убит край гара Белово от полицията, а е отведен в околностите на Горна Джумая (дн. Благоевград), където е съден и убит от хората на Иван Михайлов, заради връзките му с комунистическия деец и привърженик на лявото крило на ВМРО, Димо Хаджидимов, както и заради участието му в убийството на проф. Милев.В тези действия на михайловистите участва и войводата Йонко Вапцаров, баща на разстреляния през 1942 г. поет на революцията Никола Вапцаров.

## В литературата
В София, както е нелегален, той е активен сътрудник на издаваното от Гео Милев списание „Пламък“, като отпечатва две стихотворения и три статии. Освен това, Шейтанов сътрудничи и на анархическите списания и вестници „Протест“, „Свободно общество“, „Работническа мисъл“ и др. Негови известни статии са „Нашата програма“, „Анархизмът като философия и дело“, „Какво носим ние“ и др. Поддържа тесни връзки с големите поети, писатели и интелектуалци на България по онова време, като: Антон Страшимиров, Христо Ясенов, Николай Хрелков, Асен Златаров, Ламар и др. Освен това поддържа връзки както с известни анархисти (Михаил Герджиков, Върбан Килифарски, Димитър Цонев – Кьосето и др.), така и с много комунистически и земеделски дейци, между които: Станке Димитров – Марек, Димитър Грънчаров, Николай Петрини и др.
Безспорно е влиянието на Шейтанов върху Гео Милев и списание „Пламък“. Двамата придават анархистично звучене на списанието. В него са публикувани статиите му „Изкуството и човекът“, „Начало“ и „Знамето на епохата“. Публикувани са и няколко негови стихотворения. Програмната статия на списанието „И свет во тме светится“, дълги години приписвана на Гео Милев, звучи по-шейтановски, а парите за финансирането на списанието идват най-вероятно от „ексовете“ на Васил Икономов и други нелегални анархисти.

## Посмъртен образ
След 1944 г. Шейтанов е представян от властта основно като единофронтовец и уникален революционер, анархистките му убеждения са подминавани като неудобни. Все пак се оказва уместно да бъде използват в пропагандата на БКП, особено на местно ниво в Ямбол, където неговите роднини (някои от които също дейни участници в съпротивата срещу режима 1925 – 1944) се радват на уважението на властта. В Ямбол на улица „Георги Шейтанов“ още преди 1989 г. е издигнат паметник на Шейтанов, до който през септември 2009 Федерация на анархистите в България поставя паметна плоча на избитите на 26 март 1923 г. негови съратници.
През 2014 г. е отпечатан биографичният роман на Христо Карастоянов „Една и съща нощ“, главни герои на който са Гео Милев и Георги Шейтанов.
В Централния държавен архив се съхранява неговият личен архивен фонд с № 921К „Шейтанов, Георги Василев (1896–1925)“.